# Chris Sparling
Chris Sparling, né le 21 mars 1977 à Providence, est un scénariste, producteur, réalisateur et acteur américain.

## Filmographie

### Scénariste
- 2005 : An Uzi at the Alamo de lui-même
- 2010 : Buried de Rodrigo Cortés
- 2012 : ATM de David Brooks
- 2015 : Le projet Atticus de lui-même
- 2015 : Nos souvenirs de Gus Van Sant
- 2016 : Mercy de lui-même
- 2018 : L'Avertissement de Daniel Calparsoro
- 2018 : Blackwood, le pensionnat de Rodrigo Cortés
- 2020 : Greenland : le dernier refuge de Ric Roman Waugh
- 2021 : L'Intrusion d'Adam Salky
- 2021 : The Desperate Hour de Phillip Noyce
- 2025 : Greenland: Migration de Ric Roman Waugh

### Producteur
- 2005 : An Uzi at the Alamo de lui-même
- 2015 : Le projet Atticus
- 2015 : Nos souvenirs de Gus Van Sant

### Réalisateur
- 2005 : An Uzi at the Alamo (avec Raymond Lepre)
- 2015 : Le projet Atticus
- 2016 : Mercy

### Acteur
- 2005 : An Uzi at the Alamo de lui-même : Alec Thames
- 2015 : Le projet Atticus de lui-même : Corporal Gorder